# 야로슬라프 3세

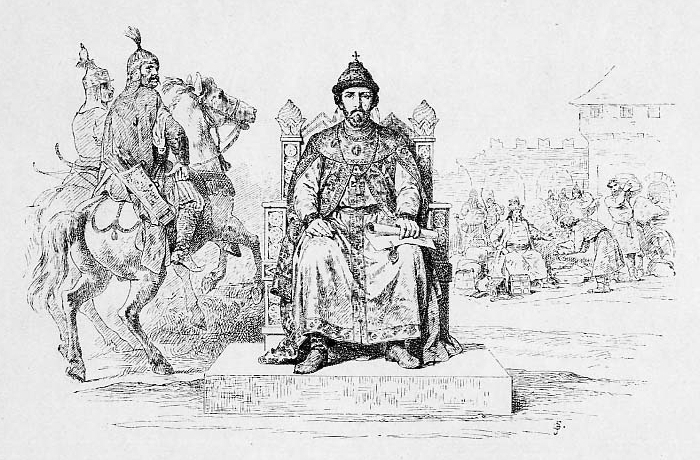

야로슬라프 3세(러시아어: Ярослав III Ярославич 야로슬라프 야로슬라비치[*], 1230년 ~ 1271년)는 블라디미르 대공국의 대공(재위: 1263년 ~ 1271년)이다. 류리크 왕조 출신이다.

## 생애
야로슬라프 2세 대공의 셋째 아들로 태어났으며 알렉산드르 넵스키 대공의 동생이기도 하다. 1247년에는 트베리 공국을 물려받은 뒤부터 1271년까지 트베리 공국의 공작을 역임하는 동안 트베리 공국을 크게 발전시켰다. 1255년부터 1256년까지, 1266년부터 1267년까지 노브고로드 공화국 공작을 역임했다.
1252년에는 자신의 작은형인 안드레이 2세와 함께 페레슬라블잘레스키를 점령했다. 야로슬라프의 큰형인 알렉산드르가 타타르족을 동원하면서 야로슬라프의 자식들은 포로로 잡혔고 야로슬라프의 아내는 부상을 당했다. 야로슬라프는 스타라야라도가로 망명했지만 노브고로드 공화국 주민들의 요청을 받고 알렉산드르를 대신하여 노브고로드 공화국 군대의 사령관으로 활동했다.
1258년에는 킵차크 칸국의 수도였던 사라이를 방문했으며 1260년에는 튜턴 기사단을 상대로 전투를 벌였다. 1263년 자신의 형인 알렉산드르 넵스키가 사망하면서 블라디미르 대공위를 놓고 안드레이와의 분쟁을 겪었다. 야로슬라프는 킵차크 칸국의 중재를 통해 블라디미르 대공으로 즉위했다. 1271년 킵차크 칸국의 수도였던 사라이를 방문한 뒤에 트베리 공국으로 귀환하던 도중에 사망했다.
| 전임 알렉산드르 넵스키 | 블라디미르 대공 1263년 ~ 1271년 | 후임 바실리 야로슬라비치 |